# Dace Melbārde

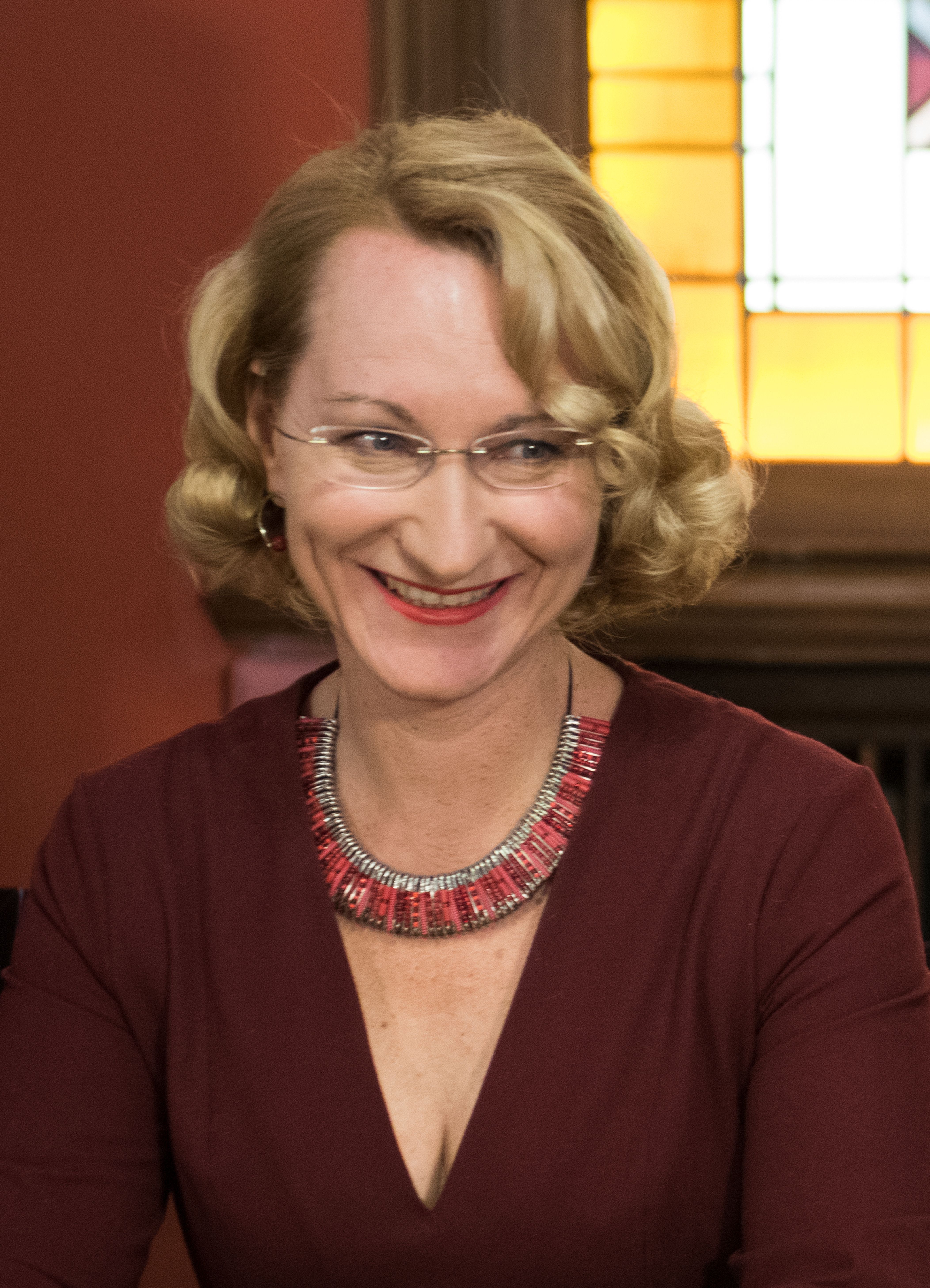
Dace Melbārde (2019)

Dace Melbārde (* 3. April 1971 in Riga) ist eine lettische Politikerin des Parteibündnisses Jaunās Vienotība (JV). Von 2013 bis Juni 2019 war sie Kulturministerin ihres Landes. Bei der Europawahl 2019 wurde sie in das Europaparlament gewählt. Seit dem 6. März 2025 ist sie Ministerin für Bildung und Wissenschaft.

## Leben
Nach ihrem Schulabschluss studierte Dace Melbārde ab 1990 Geschichte an der Universität Lettlands. Dem Bachelorabschluss im Jahr 1994 folgten Masterabschlüsse an der lettischen Kulturakademie (1996) und der Universität Lettland (2001). Im Jahr 2007 promovierte sie an der Kulturakademie.

### Politik
Im Oktober 2013 wurde Melbārde als parteilose Kandidatin auf den Posten des lettischen Kulturministers im Kabinett Dombrovskis III berufen. Diesen übernahm sie auch im folgenden Kabinett Straujuma I und trat im Februar 2014 der NA bei.
Seit der Parlamentswahl im Oktober desselben Jahres ist Melbārde Abgeordnete im lettischen Parlament, der Saeima. Im Kabinett Straujuma II  und im Kabinett Kučinskis war sie wieder Kulturministerin Lettlands. Während dieser Tätigkeit ruhte, wie in Lettland meist üblich, ihr Abgeordnetenmandat.
Bei der Wahl 2018 hatte ihre Partei Stimmverluste hinzunehmen. Melbārde konnte ihr Abgeordnetenmandat allerdings verteidigen und zog wieder ins Parlament ein. Unter dem Ministerpräsidenten Krišjānis Kariņš (seit 2019) wurde sie erneut zur Kulturministerin berufen. Nach der Europawahl in Lettland 2019, bei der sie die Spitzenkandidatin ihrer Partei war, wechselte sie als Abgeordnete nach Brüssel. Vor der Parlamentswahl 2022 wurde bekannt, dass sie zum Parteibündnis Jaunās Vienotība um die liberal-konservative Vienotība gewechselt ist. Am 6. Mai 2024 legte sie ihr Mandat im Europaparlament nieder, um Staatssekretärin im lettischen Außenministerium zu werden. Für sie rückte Ansis Pūpols ins Europaparlament nach. Im Rahmen einer Regierungsumbildung übernahm sie am 6. März 2025 das Ministerium für Bildung und Wissenschaft im Kabinett Siliņa.